# Philippa Langley

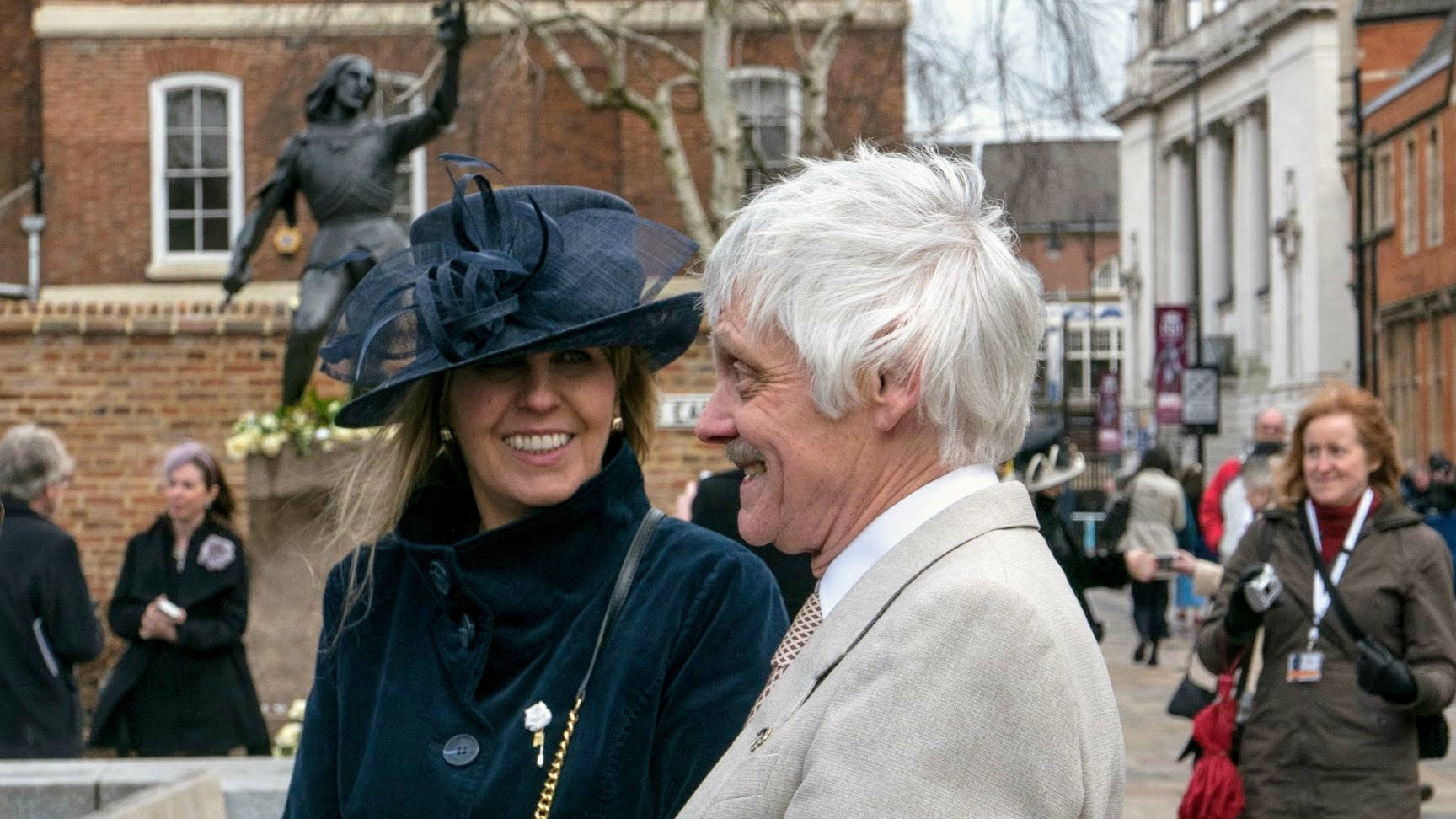
Philippa Langley und John Ashdown-Hill bei der Beisetzung Richards III. im Mai 2015

Philippa Langley (* 29. Juni 1962 in Britisch-Ostafrika) MBE ist eine britische Amateur-Historikerin, die 2012 maßgeblich zur Entdeckung des Grabes von König Richard III. und der Exhumierung seiner Gebeine beitrug. Über den Hergang erschien 2013 ihr Buch The King’s Grave: The Search for Richard III. Nach diesem entstand der Kinofilm The Lost King, der im September 2022 Premiere hatte und ab 5. Oktober 2023 in die deutschen Kinos kam. Langley wurde dabei von Sally Hawkins dargestellt.
Philippa Langley wurde im ostafrikanischen Kenia, damals noch britische Kolonie, geboren. Nach der Unabhängigkeit Kenias zogen die Eltern mit der Zweijährigen nach England. Im Anschluss an ihre Ausbildung arbeitete Langley in Edinburgh in einem Marketing-Beruf. Nach der Entdeckung des Grabes drehte sie ab 2013 mehrere Dokumentarfilme für den britischen öffentlich-rechtlichen Fernsehsender Channel 4.
Für ihren Beitrag zur Geschichte Richards III. wurde sie 2015 als MBE, Mitglied des Order of the British Empire, geehrt.

## Werke
- mit Michael Jones: The King’s Grave: The Search for Richard III. John Murray, London 2013, ISBN 978-1-84854-890-9.
- The Princes in the Tower: Solving History’s Greatest Cold Case. History Press, Stroud 2023, ISBN 978-1-80399-541-0.